# Schinnik Jaroslawl
Der FK Schinnik Jaroslawl (russisch Футбольный клуб Шинник Ярославль; Futbolny klub Schinnik Jaroslawl; wiss. Transliteration Futbol’nyj klub Šinnik Jaroslavl’) ist ein 1957 gegründeter russischer Fußballverein aus der Stadt Jaroslawl. Der Verein spielte 1992, von 1997 bis 1999, von 2002 bis 2006 und 2008 in der Premjer-Liga.

## Geschichte

### Sowjetische Meisterschaft
Der Verein wurde 1957 noch unter dem Namen Chimik, russ. Химик = Chemiker gegründet. 1960 erfolgte die Umbenennung zum heutigen Namen Schinnik, einer Ableitung von Schina = Reifen. Ein erster größerer sportlicher Erfolg war der Aufstieg in die Wysschaja Liga, die höchste Liga im sowjetischen Ligasystem, im Jahr 1963, auf den jedoch, als Vorletzter der Saison 1964, der sofortige Wiederabstieg in die zweitklassige Perwaja Liga folgte. Bis Ende der 1980er Jahre konnte Schinnik keine weiteren Erfolge verbuchen, sondern blieb stets unterklassig. Während 1988 wie 1990 Schinnik noch in der Runde der letzten 32 des sowjetischen Pokals ausschied, stand der Club 1991 beim letzten sowjetischen Pokal unter regulären Bedingungen im Achtelfinale, wo die Mannschaft jedoch gegen Lok Moskau unglücklich, nach zwei Spielverschiebungen wegen unbespielbaren Platzes auf neutralem Platz ausschied.

### Russische Meisterschaft
Auch sonst war Schinnik relativ erfolgreich, so dass sich der Club für die erste Saison der geschaffenen russischen ersten Liga qualifizierte, dort jedoch in der Vorrundengruppe B Letzter wurde und in der Abstiegsrunde als zweitschlechteste Mannschaft abschloss.
Erst 1996 gelang als Vizemeister der zweiten russischen Spielklasse der Wiederaufstieg. Im ersten Jahr der Erstklassigkeit konnte der vierte Platz erreicht werden, der zur Teilnahme an dem UEFA Intertoto Cup berechtigte, doch in der Saison 1998 gelang der Klassenerhalt nur mit einem Sieg Vorsprung, und 1999 stieg der Club als Letzter ab. Im Jahr des Abstiegs gelang aber auch der größte Erfolg im russischen Pokal, das Erreichen des Viertelfinales.
Seit dem erneuten Aufstieg als Meister der zweiten Liga 2001 blieb Schinnik bis 2006 erstklassig. In der Saison 2006 zeigte Schinnik jedoch mit lediglich einem Sieg aus dreißig Spielen die mit Abstand schlechteste Leistung aller Premjer-Liga-Clubs und musste daher absteigen. Daraufhin wurde Sergei Juran als neuer Cheftrainer mit dem Ziel Wiederaufstieg verpflichtet. Dieses Ziel wurde erreicht und Schinnik konnte 2007 als Meister der 1. Division sofort wieder aufsteigen. Am 30. April 2008 wurde Juran entlassen. In der Saison 2008 erfolgte der erneute Abstieg in die Zweitklassigkeit.

## Erfolge
- Meister der 1. Division: 2001, 2007

## Europapokalbilanz
International trat Schinnik erstmals mit der Teilnahme am UEFA Intertoto Cup 1998 in Erscheinung.
| Saison | Wettbewerb         | Runde    | Gegner           | Gesamt | Hin     | Rück    |
| ------ | ------------------ | -------- | ---------------- | ------ | ------- | ------- |
| 1998   | UEFA Intertoto Cup | 2. Runde | Turun Palloseura | 5:2    | 2:0 (A) | 3:2 (H) |
| 1998   | UEFA Intertoto Cup | 3. Runde | FC Valencia      | 2:4    | 1:4 (A) | 1:0 (H) |
| 2004   | UEFA Intertoto Cup | 2. Runde | FK Teplice       | 4:1    | 2:1 (A) | 2:0 (H) |
| 2004   | UEFA Intertoto Cup | 3. Runde | União Leiria     | 2:6    | 1:4 (H) | 1:2 (A) |

Gesamtbilanz: 8 Spiele, 5 Siege, 3 Niederlagen, 13:13 Tore (Tordifferenz ±0)

## Bekannte ehemalige Spieler
| Russland - Denis Bojarinzew - Wladimir But - Denis Kljujew - Sergei Pessjakow - Pawel Pogrebnjak - Artjom Rebrow - Dmitri Sennikow - Dmitri Wjasmikin - Juri Falin - Anatoli Issajew - Alexander Lenew - Anatoli Masljonkin - Wladimir Schtscherbakow | GUS und ehemalige Sowjetunion - Sergei Terehhov - Aleksandre Amisulaschwili - Surab Menteschaschwili - Ruslan Baltiew - Waleri Jablotschkin - Tamirlan Kosubajew - Juris Laizāns - Andrejs Rubins - Arsen Awakow - Wladimir Schischelow - Roman Monarow - Wjatscheslaw Schewtschuk - Wital Bulyha - Aljaksandr Kultschy - Aljaksej Sutschkou | Europa - Darko Maletić - Emir Spahić - Sdrawko Lasarow - Abdel Lamanje - Igor Budiša - Damian Gorawski - Adrian Dragoș Iordache - Slavoljub Đorđević - Zoran Kostić - Marek Bakoš - Aleksander Radosavljevič - Martin Horák - Tomáš Kuchař | Rest der Welt - William Oliveira - André Bikey - Serge Branco |

## Bekannte ehemalige Trainer
- Sergei Juran
- Igor Ledjachow
- Dawit Qipiani
- Juri Sewidow